# MC Carol
Carolina de Oliveira Lourenço (Niterói, 6 de outubro de 1993), mais conhecida como MC Carol ou MC Carol de Niterói, é uma rapper, cantora, compositora e ativista brasileira. Se tornou notória por unir, em sua música, temáticas sociais e canções que tratam de sexualidade de forma explícita, assim como canções com tom humorístico.
Como artista solo, passou a se destacar com o lançamento de vários singles e canções divulgadas pela internet. Seu primeiro sucesso foi a música "Bateu uma Onda Forte". Em seguida, a cantora também destacou-se com "Jorginho Me Empresta a 12", "Liga pro Samu", "Não Foi Cabral" e "100% Feminista", que contou com a participação de Karol Conká. Nas eleições gerais do Brasil, em 2018, candidatou-se ao cargo de deputada estadual no estado do Rio de Janeiro pelo Partido Comunista do Brasil (PCdoB), recebendo 3.434 votos.

## Biografia
Carolina de Oliveira Lourenço nasceu na cidade de Niterói, no estado do Rio de Janeiro e viveu no Morro do Preventório. Em 2021 submeteu-se a um exame de ancestralidade genética, que revelou que a artista possui ascendência angolana, gabonesa, nigeriana, norte-africana, portuguesa e espanhola. 
Iniciou sua carreira através da divulgação de singles na internet. Em 2016, anunciou o lançamento de seu primeiro álbum, Bandida. Como prévia do disco, MC Carol lançou dois singles. O primeiro foi a canção "Delação Premiada", com a produção e participação de Leo Justi e o segundo foi "100% Feminista", em parceria com a cantora Karol Conká. O disco foi liberado nas plataformas digitais em 28 de outubro de 2016. A letra da música "Não Foi Cabral" questiona a história do Brasil ministrada por professores da rede de educação, que seguem a maior parte dos livros escolares. Em 2021, MC Carol lançou o álbum Borogodó.

## Carreira política
Afirmou ter flertado com o PSOL, em 2017, após anunciar interesse de ser pré-candidata a deputada estadual do Rio de Janeiro. Sua pré-candidatura contou com o apoio do deputado estadual Marcelo Freixo. No entanto, foi pelo PCdoB, a convite da deputada Jandira Feghali em abril de 2018, que MC Carol e com apoio da União da Juventude Socialista (UJS), que anunciou sua pré-candidatura à ALERJ. Embora tivesse com a ideia da candidatura desde dezembro do ano passado, o assassinato de sua amiga e vereadora Marielle Franco, em março de 2018, impulsionou sua decisão. Acabou não sendo eleita, alcançando 3.434 votos.

## Prêmios e indicações
| Ano  | Prêmio           | Categoria         | Indicação                 | Resultado | Ref.   |
| ---- | ---------------- | ----------------- | ------------------------- | --------- | ------ |
| 2023 | Prêmio Multishow | Clipe TVZ do Ano  | "Fé nas Maluca" (com IZA) | Indicada  | [ 17 ] |
| 2023 | Prêmio Multishow | Pop do Ano        | "Fé nas Maluca" (com IZA) | Venceu    | [ 17 ] |
| 2023 | Prêmio Potências | Videoclipe do Ano | "Fé nas Maluca" (com IZA) | Indicada  | [ 18 ] |

## Discografia
- 2016: Bandida
- 2021: Borogodó

## Filmografia

### Cinema
| Ano  | Título                 | Personagem | Notas            |
| ---- | ---------------------- | ---------- | ---------------- |
| 2019 | No Coração do Mundo    | Brenda     |                  |
| 2022 | Barba, Cabelo & Bigode | Ela mesma  | Original Netflix |
| 2023 | Regra 34               | Nill       |                  |

### Televisão
| Ano           | Título            | Personagem | Notas |
| ------------- | ----------------- | ---------- | ----- |
| 2015          | Lucky Ladies      | Ela mesma  |       |
| 2020          | Soltos em Floripa | Ela mesma  |       |
| 2023–presente | Impuros           | Marcelle   |       |
| 2024          | Vicky e a Musa    | Ela mesma  |       |